# 奇娃爾站
奇娃爾站（英語：Kirrawee Station）是一個城市鐵路東郊及伊拉瓦拉線的沿線車站，它位於悉尼的奇娃爾，是一個住宅區。

## 月台服務
該站只有一個島式月台。每小時在每個方向各有2班列車，繁忙時間會有每小時4班列車（每個方向）。
在城市鐵路路線清理計畫中，奇娃爾站將會變成一個島式月台，使能服務更多班次。現時工程正進行中，預計於2008年完成。
1號月台
- 東郊及伊拉瓦拉線 — 往邦迪聯運

2號月台
- 東郊及伊拉瓦拉線 — 往克羅努拉

## 接駁交通
在附近的總統道（President Avenue）設有威立雅交通（Veolia Transport）的站點。
- 976 － 新忽地至灰角（Grays Point）
- 993 － 米灣達至英日殿

### 傷殘人士設施
該站不設有傷殘人士設施。